# Powerball (loteria)
A Powerball é um jogo de loteria dos Estados Unidos oferecido em 44 estados americanos, no Distrito de Columbia, Porto Rico e Ilhas Virgens Americanas. Os sorteios deste jogo são realizados na Flórida três vezes por semana, às segundas-feiras, quartas-feiras e sábados, às 22:59 horário local (EST).
Em janeiro de 2016, a Powerball produziu o maior prêmio de jogos deste tipo. O acumulado atingiu o valor de US$ 1586 milhões e foi dividido entre três apostadores de Chino Hills (Califórnia), Mumford (Tennessee) e Melbourne Beach (Flórida).

## Regras
A idade mínima para jogar na Powerball é 18 anos, exceto para Nebraska (19), Arizona e Luisiana (21).
Em cada sorteio são extraídos 5 números principais de um conjunto de 69 bolas brancas e um número Powerball, a partir de 26 bolas vermelhas.
É necessário acertar ao menos uma bola vermelha, a Powerball, para ganhar o prêmio mínimo para esta loteria.

## Power Play
O PowerPlay é uma bola extra, sorteada a cada sorteio da Powerball, que pode aumentar os ganhos de um jogador, em todas as categorias de prêmio, exceto para o primeiro prêmio e a segunda categoria. Esta funciona como um fator multiplicador, escolhido aleatoriamente entre 2 e 5, que determina por quanto um prêmio será multiplicado.
A PowerPlay paga um valor máximo fixo para os prêmios da 2ª categoria (5 números + 0) de 2 milhões.

## Categorias de Prêmio e Probabilidades
| Categoria de Prêmio                              | Chances de Ganhar  |
| ------------------------------------------------ | ------------------ |
| Categoria I (5 números principais + Powerball)   | 1 em 292,201,338   |
| Categoria II (5 números principais)              | 1 em 11,688,053.52 |
| Categoria III (4 números principais + Powerball) | 1 em 913,129.18    |
| Categoria IV (4 números principais)              | 1 em 36,525.17     |
| Categoria V (3 números principais + Powerball)   | 1 em 14,494.11     |
| Categoria VI (3 números principais)              | 1 em 579.76        |
| Categoria VII (2 números principais + Powerball) | 1 em 701.33        |
| Categoria VIII (1 número principail + Powerball) | 1 em 91.98         |
| Categoria IX (Powerball)                         | 1 em 38.32         |

As chances totais de ganhar um prêmio nesta loteria são de 1 em 24,87.

## Prêmios
Vencedores da Powerball têm a opção de receber o prêmio em dinheiro, sofrendo o desconto relativo ao imposto de renda americano ou em 30 pagamentos graduais anuais.
Cada pagamento de anuidade sofre um acréscimo de 5%, referente ao reajuste da inflação.
O acumulado estimado anunciado a cada sorteio, representa o total dos pagamentos que seriam pagos para a primeira categoria de prêmios, caso o vencedor aceitar a opção de anuidade. Esta estimativa baseia-se no valor acumulado em sorteios anteriores, nas vendas esperadas para o próximo sorteio e na taxa de juros de mercado para os títulos que seriam usados para financiar a anuidade.
Se o acumulado não é pago em um determinado sorteio, este é transferido para o próximo e poderá acumular até que exista um vencedor.
Se existirem vários vencedores para a primeira categoria de prêmios, o prêmio acumulado será dividido igualmente entre todos os vencedores.
A Multi-State Lottery Association (MUSL), uma organização sem fins lucrativos formada por um acordo entre loterias dos Estados Unidos é a responsável pelo pagamento dos prêmios e aceita todos os riscos de investimentos, além de estar contratualmente obrigada a fazer todos os pagamentos programados para vencedores que optaram pelo pagamento do prêmio através de anuidade. Se um bilhete premiado não for reclamado, os fundos do prêmio são devolvidos aos membros da MUSL, na proporção em que cada um contribuiu para o prêmio total.
Quando o prêmio da Powerball é ganho, o próximo acumulado garantindo será de no mínimo US$ 40 milhões (prêmio mínimo para esta loteria).
Se o acumulado não encontrar um vencedor em um determinado sorteio, este sofrerá um acréscimo mínimo de US$ 10 milhões a cada sorteio subsequente.

## Vitórias Históricas
A Powerball estabeleceu um novo recorde para o maior prêmio de loteria do mundo em 8 de novembro de 2022, quando um jackpot de $2,04 bilhões foi ganho por um único bilhete, comprado em Altadena, Califórnia. O vencedor ainda está para se apresentar. Se optarem por receber o prêmio como um pagamento único, receberão US$ 997,6 milhões.
O segundo maior prêmio da Powerball foi ganho em 13 de janeiro de 2016. Aproximadamente US$ 1.586.000.000 foram divididos entre três apostadores de Chino Hills (Califórnia), Melbourne Beach (Florida) e Mumford (Tennessee). Este valor equivale a aproximadamente 30 vezes o maior prêmio já pago pela Mega-Sena (R$ 263.295.552,64, em 31 de dezembro de 2014). Cada vencedor recebeu um prêmio estimado em US$ 528.800.000 anteriormente ao desconto do imposto de renda.
O terceiro maior vencedor da loteria é o Manuel Franco, de Wisconsin, que ganhou $ 768,4 milhões em 27 de março de 2019. Ele recebeu o pagamento total pelo jackpot, que valia $ 477 milhões. O então jogador de 24 anos se tornou um dos vencedores mais jovens da história da Powerball.
No dia 18 de maio de 2013, um prêmio de aproximadamente US$ 590.500.000, foi pago a um apostador de Zephyrhills, Flórida. Este foi o maior acumulado pago para apenas um vencedor na história desta loteria. No dia 5 de junho de 2013, funcionários da agência lotérica premiada na Flórida anunciaram Gloria C. MacKenzie, de 84 anos de idade, como a vencedora deste prêmio.  MacKenzie escolheu a opção prêmio à vista e recebeu aproximadamente US$ 370,8 milhões, antes da retenção do imposto de renda americano.
No dia 25 de dezembro de 2002, Jack Whittaker, presidente de uma empresa de construção do Condado de Putnam, Virgínia Ocidental, ganhou US$ 314.900.000. Até a data mencionada, este tratava-se de um novo recorde para um único vencedor, na história das loterias americanas. Whittaker escolheu a opção prêmio à vista, recebendo cerca de US$ 83 milhões depois das retenções federais do estado da Virgínia Ocidental.
No dia 19 de outubro de 2005, a família West, de Jacksonville, Oregon, ganhou US$ 340.000.000. 
Um prêmio de US$ 365.000.000 foi compartilhado no dia 18 de fevereiro de 2006, com um bilhete premiado em Nebraska, Estados Unidos. Oito vencedores que trabalhavam em uma fábrica de empacotamento de carnes, dividiram o prêmio. O grupo escolheu a opção prêmio à vista de aproximadamente US$ 177,3 milhões, antes das retenções.
Em 25 de agosto de 2007, um acumulado no valor de US$ 314.000.000 foi ganho por um aposentado de Ohio. O bilhete foi comprado em Richmond, Indiana, uma comunidade que anteriormente tinha vendido um bilhete premiado de mais de US$ 200 milhões.
Em novembro de 2011, três executivos financeiros de Greenwich, Connecticut compartilharam um prêmio de US$ 254.200.000, o maior prêmio de loteria já pago neste estado americano.  Escolhendo a opção prêmio à vista, estes dividiram US$ 104.000.000, após as retenções de imposto de renda. Este acumulado foi na época, o 12º maior da história Powerball.

## Ligações Externas
- http://powerball.com/